# Rem de Hair
Rem de Hair (juli 2000) is een Nederlandse schaatser. Hij stapte in 2020 over vanuit RTC Groningen-Drenthe naar Team IKO. In 2022 stapte hij over naar het gewest Friesland.
De Hair plaatste zich in 2019 voor de junioren Worldcup wedstrijden in Bjugn (Noorwegen) en Enschede en maakte zijn debuut op het NK senioren tijdens het NK sprint.

## Records

### Persoonlijke records[1]
| Afstand    | Tijd    | Datum            | Baan       |
| ---------- | ------- | ---------------- | ---------- |
| 500 meter  | 35,05   | 14 februari 2025 | Heerenveen |
| 1000 meter | 1.10,7  | 23 januari 2022  | Heerenveen |
| 1500 meter | 1.54,95 | 13 januari 2019  | Heerenveen |
| 3000 meter | 4.13,67 | 13 januari 2018  | Heerenveen |

## Resultaten
| Jaar | NK afstanden | NK sprint |
| ---- | ------------ | --------- |
| 2020 |              | NS4       |
|      |              |           |
| 2022 | 14e 500m     | 10e       |
| 2023 | 11e 500m     | NS3       |
| 2025 | 12e 500m     | 14e       |